# 庞健
庞健（1991年—）， 生於河北省保定市高碑店市泗庄镇庞场村，中國政治犯及異見人士。网名“雅格比约”，笔名“高阳”，幽燕独立联盟成员和幽燕独立运动的发起人，主张“幽燕“（即京津冀地區）从中国独立，建立由“幽燕人”自治的独立国家。庞健信仰天主教，教名Jacob（雅各布伯）。因持有反共的政见、参与反共活动，关注农村强拆问题，龐多次遭受中共当局迫害，被判处分裂国家罪，现被河北省高碑店市看守所关押。
2019年，庞健以教名“雅各布伯（Jacob）”名義接受香港電台電視部鏗鏘集节目的采访，向记者介绍了河北天主教地下教会的情况。2020年12月，以笔名“高阳”接受自由亚洲采访，讲述他四年来调查走访所了解的京津冀地区的农村强拆问题。揭露了中共在当地派遣特警暴力镇压村民，以推进强拆。2021年1月，庞健被河北省高碑店市公安局以“涉嫌分裂国家”罪名逮捕，并押入当地看守所。